# 四氢大麻酚-O-乙酸酯
四氢大麻酚-O-乙酸酯是一种有机化合物，化学式为C23H32O3。它是四氢大麻酚（THC）羟基酯化的产物，可能具有两种异构形式，即Δ8-THC乙酸酯和Δ9-THC乙酸酯，它们环己烯双键的位置不一样。
它在英国属于B类药物。